# Colonia Requena
Colonia Requena es un barrio de la zona norte de la ciudad española de Alicante. Según el padrón municipal, cuenta en el año 2022 con una población de 2462 habitantes (1402 hombres y 1060 mujeres).

## Localización
Colonia Requena limita al norte con el barrio de Villafranqueza, al este con Juan XXIII y al sur y oeste con el barrio Virgen del Remedio.
Asimismo, está delimitado exteriormente, desde el oeste y en el sentido horario, por las avenidas y calles siguientes: Pintor Gastón Castelló, Cuarzo, Turquesa, Amatista, Ronda de Melilla y Olivino. 

## Antecedentes
Colonia Requena es uno de los seis barrios de la zona norte que nacieron con la inmigración llegada a Alicante, a mediados del siglo XX, desde otras zonas de España. La Administración del momento buscó espacios de la periferia para ubicar los nuevos asentamientos humanos. Se construyó mediante planes de vivienda o iniciativas privadas, pero en muchos casos con escasa calidad. Esto supuso con el paso del tiempo el deterioro rápido de las viviendas, lo que llevó a diseñar planes integrales de rehabilitación.
El nombre del barrio tiene su origen en la empresa constructora del mismo, Requena e Hijos, allá por los años sesenta del siglo XX. Con el paso del tiempo, se ha convertido en uno de los barrios más pobres de la ciudad aunque, curiosamente, sus calles llevan nombres de piedras preciosas.
A finales del siglo XX empezó a desarrollarse una segunda oleada de inmigración, esta vez de personas extranjeras que se fueron mezclando con los residentes anteriores. Dada la gran cantidad de nacionalidades existentes en su población, se le ha llegado a nombrar como el barrio Torre de Babel. Según los datos del Ayuntamiento de Alicante, en el año 2000 los habitantes extranjeros del barrio eran menos del 2% del total pero, tras el incremento de la inmigración y los traslados de sus pobladores, a partir del año 2020 los extranjeros residentes han superado en número a los españoles de origen.

## Población
Según el padrón municipal de habitantes de Alicante, la evolución de la población del barrio Colonia Requena en los últimos años, del 2010 al 2022, tiene los siguientes números:
|              | 2010 | 2011  | 2012  | 2013  | 2014  | 2015  | 2016  | 2017  | 2018 | 2019  | 2020  | 2021  | 2022 |
| ------------ | ---- | ----- | ----- | ----- | ----- | ----- | ----- | ----- | ---- | ----- | ----- | ----- | ---- |
| Población    | 2372 | 2319  | 2291  | 2252  | 2264  | 2283  | 2209  | 2275  | 2270 | 2365  | 2445  | 2431  | 2426 |
| (Diferencia) |      | (-53) | (-28) | (-39) | (+12) | (+19) | (-74) | (+66) | (-5) | (+95) | (+80) | (-14) | (-5) |